# پدی مک‌نیر
پدی مک‌نیر (انگلیسی: Paddy McNair؛ زادهٔ ۲۷ آوریل ۱۹۹۵) یک بازیکن فوتبال اهل ایرلند شمالی است.